# Antifragile
Antifragile es el segundo EP del grupo femenino surcoreano Le Sserafim. Fue lanzado por Source Music y distribuido por YG Plus el 17 de octubre de 2022. El álbum consta de cinco pistas, incluido su sencillo principal titulado «Antifragile», y es el primer trabajo musical lanzado como un grupo de cinco miembros tras la partida de Kim Garam.

## Antecedentes y lanzamiento
El 1 de septiembre de 2022, se informó que el grupo femenino Le Sserafim se estaba preparando para lanzar un nuevo álbum en el próximo otoño de Corea del Sur. En respuesta a los informes, su agencia Source Music reveló al medio Newsen que «Es cierto que Le Sserafim se está preparando para un regreso. Le haremos saber el cronograma detallado más adelante».
El 6 de septiembre, el sitio web JoyNews 24 informó que, según varios expertos de la industria, la fecha de regreso del grupo se había fijado para mediados de octubre. Sin embargo, Source Music aclaró más tarde ese día que aún no se había confirmado nada.
El 19 de septiembre a la medianoche (KST), el grupo anunció oficialmente la fecha y los detalles de su próximo regreso musical, que marcaría su primer lanzamiento desde su debut con su primer EP Fearless en mayo de 2022, así como también su primer álbum como un grupo de cinco miembros tras la partida de Kim Garam. Se informó que el nuevo miniálbum lleva por nombre Antifragile y que será lanzado el 17 de octubre de 2022. El anuncio vino acompañado de un primer vídeo de adelanto, donde se deja ver la frase «¿Crees que soy frágil?».

## Lista de canciones
| CD / Descarga digital |                                                 | |          |  |
| N.º                   | Título                                          | Producción | Duración |  |
| 1.                    | «The Hydra»                                     | SCORE (13), Megatone (13), HYBE | 1:44     |  |
| 2.                    | «Antifragile»                                   | SCORE (13), Megatone (13), Paulina "PAU" Cerrilla, "Hitman" Bang, Shintaro Yasuda, Supreme Boi, Isabella Lovestory, Kyler Niko, Ronnie Icon, Nathalie Boone, danke                                                                                           | 3:04     |  |
| 3.                    | «Impurities»                                    | SCORE (13), Megatone (13), Jonna Hall, danke, "Hitman" Bang, Huh Yun-jin, Daniel "Obi" Klein, Charli Taft, 김채아 (153/Joombas), Maggie Szabo, Hayes Kramer, BLVSH, JARO, Nikolay Mohr, 박상유 (PNP), 조윤경 (Cho Yoon Kyung), 이형석 (Lee Hyung Seok) (PNP) | 3:16     |  |
| 4.                    | «No Celestial»                                  | SCORE (13), Megatone (13), danke, Sunshine (Cazzi Opeia & Ellen Berg), 김인형 (Kim In Hyung), Ronnie Icon, Young Chance, Shorelle, Julia Bognar Finnseter (Blueprint), Nermin Harambasic (Dsign Music), poutyface, 박상유 (PNP), Huh Yun-jin                 | 2:46     |  |
| 5.                    | «Good Parts (when the quality is bad but I am)» | Sir Nolan, Alex Bilo, Nolan Lambroza, Alex Bilo, Jenna Andrews, salem ilese, danke, Sakura, 차유빈, SCORE (13), Megatone (13), Huh Yun-jin | 2:36     |  |
| 13:26                 |                                                 | |          |  |

## Reconocimientos

### Premios y nominaciones
| Año  | Evento                    | Premio                         | Resultado | Ref.  |
| ---- | ------------------------- | ------------------------------ | --------- | ----- |
| 2023 | Circle Chart Music Awards | Artista nuevo del año - físico | Nominado  | [ 9 ] |

### Listados
| Publicación | Listado                          | Lugar    | Ref.   |
| ----------- | -------------------------------- | -------- | ------ |
| Idology     | 20 mejores álbumes K-Pop de 2022 | Incluida | [ 10 ] |
| NME         | 25 Best Asian Albums of 2022     | 2.º      | [ 11 ] |

## Historial de lanzamiento
| País          | Fecha                 | Formato                       | Sello                 |
| ------------- | --------------------- | ----------------------------- | --------------------- |
| Corea del Sur | 17 de octubre de 2022 | CD Descarga digital streaming | Source Music, YG Plus |